# کالامین (آرکانزاس)
کالامین (به انگلیسی: Calamine) یک منطقهٔ مسکونی در ایالات متحده آمریکا است که در شهرستان شارپ، آرکانزاس واقع شده‌است. کالامین ۹۶٫۹۳ متر بالاتر از سطح دریا واقع شده‌است.